# Almindelig brandbæger
Almindelig Brandbæger (Senecio vulgaris) eller Stolt-Henriks Brandbæger er en 5-40 cm høj urt, der i Danmark vokser meget almindeligt på lysåben jord. Den betragtes af mange som et besværligt ukrudt. Blomsterkurven mangler oftest de gule randkroner eller de er kun 1 mm lange. Hele planten er stærkt giftig.

## Beskrivelse
Alm. Brandbæger er en lav, enårig urt med en løst forgrenet, opret vækst. Stænglerne er glatte eller spredt gråhårede og meget skrøblige. Bladene sidder spredt, og de er lancetformede med bugtet-fliget eller fjersnitdelt rand. Oversiden er glat, mens undersiden er dækket af spindelvævsagtige, grå hår.
Blomstringen sker i marts-november, men kan også foregå i milde perioder af vinteren. De enkelte blomster er gule og rørformede, og de er samlet i små kurve, der mangler randkroner. Frugterne er nødder ned håragtig fnok.
Rodnettet består af en dybtgående hovedrod med mange, trævlede siderødder.
Højde x bredde og årlig tilvækst: 0,25 x 0,15 m (25 x 15 cm/år).

## Voksested
Alm. Brandbæger var oprindelig en pionerplante i Nord- og Mellemeuropa, men den er fulgt med dyrkede afgrøder og findes i dag naturaliseret i næsten alle tempererede og subtropiske egne. Overalt optræder den som ruderatplante og som et frygtet markukrudt.
| Portal | Portal:Botanik |